# Topologie de Sierpiński
La topologie de Sierpiński, définie sur l'ensemble {0, 1}, est celle dont les ouverts sont ∅, {1} et {0, 1}.

## Propriétés
- Toute suite à valeurs dans cet espace est convergente de limite 0. Elle converge aussi vers 1 si et seulement si elle stationne à 1.

- Cet espace est T0 mais pas T1.
- La fonction indicatrice d'une partie d'un espace topologique X est continue de X dans l'espace de Sierpiński si et seulement si cette partie est ouverte.